# Jana Šímová
Jana Šímová, roz. Panchártková, (* 6. listopadu 1985 Hradec Králové) je bývalá česká reprezentantka v orientačním běhu. Mezi její největší úspěchy na mezinárodní scéně patří dvě 4. místa z juniorského mistrovství světa 2004 v polské Gdyni. V současnosti běhá za český klub OK 99 Hradec Králové.

## Sportovní kariéra

### Umístění na MS a ME
| Přehled úspěchů na Mistrovství světa | Přehled úspěchů na Mistrovství světa | Přehled úspěchů na Mistrovství světa | Přehled úspěchů na Mistrovství světa | Přehled úspěchů na Mistrovství světa |
| Mistrovství světa                    | Sprint                               | Middle                               | Long                                 | Štafety                              |
| ------------------------------------ | ------------------------------------ | ------------------------------------ | ------------------------------------ | ------------------------------------ |
| Olomouc 2008                         | X                                    | X                                    | 21. místo                            | X                                    |

| Přehled úspěchů na Mistrovství světa juniorů | Přehled úspěchů na Mistrovství světa juniorů | Přehled úspěchů na Mistrovství světa juniorů | Přehled úspěchů na Mistrovství světa juniorů | Přehled úspěchů na Mistrovství světa juniorů |
| Mistrovství světa juniorů                    | Sprint                                       | Middle                                       | Long                                         | Štafety                                      |
| -------------------------------------------- | -------------------------------------------- | -------------------------------------------- | -------------------------------------------- | -------------------------------------------- |
| Alicante 2002                                | X                                            | X                                            | 91. místo                                    | X                                            |
| Gdaňsk 2004                                  | X                                            | 20. místo                                    | 4. místo                                     | 4. místo                                     |
| Tenero 2005                                  | X                                            | 26. místo                                    | 20. místo                                    | 6. místo                                     |

### Umístění na MČR
| Umístění na Mistrovství České republiky v orientačním běhu | Umístění na Mistrovství České republiky v orientačním běhu | Umístění na Mistrovství České republiky v orientačním běhu | Umístění na Mistrovství České republiky v orientačním běhu | Umístění na Mistrovství České republiky v orientačním běhu | Umístění na Mistrovství České republiky v orientačním běhu | Umístění na Mistrovství České republiky v orientačním běhu |
| Rok                                                        | Kategorie                                                  | Klasická trať                                              | Krátká trať                                                | Sprint                                                     | Dlouhá trať                                                | Noční                                                      |
| ---------------------------------------------------------- | ---------------------------------------------------------- | ---------------------------------------------------------- | ---------------------------------------------------------- | ---------------------------------------------------------- | ---------------------------------------------------------- | ---------------------------------------------------------- |
| 2000                                                       | D16 – mladší dorostenky                                    | 3. místo                                                   |                                                            |                                                            |                                                            |                                                            |
| 2001                                                       | D16 – mladší dorostenky                                    | 20. místo                                                  | 14. místo                                                  |                                                            |                                                            |                                                            |
| 2002                                                       | D18 – starší dorostenky                                    | 3. místo                                                   | 4. místo                                                   | 6. místo                                                   | 7. místo                                                   | 8. místo                                                   |
| 2003                                                       | D18 – starší dorostenky                                    | 5. místo                                                   |                                                            |                                                            | 7. místo                                                   | 5. místo                                                   |
| 2004                                                       | D20 – juniorky                                             | 2. místo                                                   | 1. místo                                                   | 2. místo                                                   | 8. místo                                                   |                                                            |
| 2005                                                       | D20 – juniorky                                             | 1. místo                                                   |                                                            | 1. místo                                                   |                                                            |                                                            |
| 2006                                                       | D21 – ženy                                                 | 5. místo                                                   |                                                            |                                                            |                                                            | 13. místo                                                  |
| 2007                                                       | D21 – ženy                                                 | 6. místo                                                   | 16. místo                                                  | 11. místo                                                  |                                                            |                                                            |
| 2008                                                       | D21 – ženy                                                 | 3. místo                                                   | 5. místo                                                   | 4. místo                                                   | 3. místo                                                   |                                                            |
| 2009                                                       | D21 – ženy                                                 |                                                            | 5. místo                                                   | 4. místo                                                   | 3. místo                                                   |                                                            |